# Carl Rømer
Carl Ludvig Wilhelm Rømer, född den 20 april 1768 i Bjert i Nordslesvig, död den 9 oktober 1857 i Köpenhamn, var en dansk militär.
Rømer blev 1783 kadett, 1794 premiärlöjtnant i danska livregementet och hade (1812) avancerat till överstelöjtnant i generalstaben, då han 1814 efter freden i Kiel sändes att underrätta ståthållaren i Norge prins Kristian Fredrik om fredsvillkoren. Rømer var 1815-42 inspektör för infanteriet och de lätta trupperna i danska armén, blev 1834 generalmajor och 1842 generallöjtnant och förste militärdeputerad efter att ha tagit framträdande del i utarbetandet av den sistnämnda år gillade planen till arméns reorganisation. I samband med marsoroligheterna 1848 nödgades den gamle generalen ta avsked, men ännu 1853 utarbetade och publicerade han en omfattande plan röranda Danmarks försvar, vari han bland annat påyrkade utveckling av fästningsanläggningarna vid Köpenhamn och anläggning av permanenta befästningsverk vid Dannevirke.